# Campionati europei di aquathlon
Dal 2011 una gara dei campionati europei di aquathlon si svolge in Europa, sotto il patrocinio della ETU - European Triathlon Union.

## Albo d'oro

### Uomini
| Edizione | Anno | Oro                 | Argento            | Bronzo                |
| -------- | ---- | ------------------- | ------------------ | --------------------- |
| I        | 2011 | Eike-Carsten Pupkes | Johannes Ackermann | Marcus König          |
| II       | 2014 | Oleksiy Syutkin     | Dmytro Malyar      | Pedro Mendes          |
| III      | 2015 | Tomáš Svoboda       | Dmytro Malyar      | Sergiy Kurochkin      |
| IV       | 2016 | Oleksiy Syutkin     | Yegor Martynenko   | Dmytro Malyar         |
| V        | 2017 | Richard Varga       | Dmytro Malyar      | Márk Dévay            |
| VI       | 2018 | Sergiy Kurochkin    | Tomáš Svoboda      | Samuel Dickinson      |
| VII      | 2019 | Ognjen Stojanovic   | Andrea Secchiero   | Alexander Bryukhankov |

### Donne
| Edizione | Anno | Oro                 | Argento             | Bronzo            |
| -------- | ---- | ------------------- | ------------------- | ----------------- |
| I        | 2011 | Ilona Pfeiffer      | Henriette Grassmann | Heidi Schwartz    |
| II       | 2014 | Tereza Zimovjanova  | Hannah Kitchen      | Magdalena Mielnik |
| III      | 2015 | Hannah Kitchen      | Jana Koradej        | Jitka Rudolfova   |
| IV       | 2016 | Valentina Zapatrina | Petra Kurikova      | Hannah Kitchen    |
| V        | 2017 | Hannah Kitchen      | Romana Gajdošová    | Zsanett Bragmayer |
| VI       | 2018 | Bianca Seregni      | Delia Sclabas       | Antoanela Manac   |
| VII      | 2019 | Bianca Seregni      | Antoanela Manac     | Márta Kropkó      |

## Medagliere
| Pos. | Paese       | Oro | Argento | Bronzo |   |
| ---- | ----------- | --- | ------- | ------ | - |
| 1    | Ucraina     | 3   | 4       | 2      | 9 |
| 2    | Germania    | 2   | 2       | 2      | 6 |
| 3    | Rep. Ceca   | 2   | 2       | 1      | 5 |
| 4    | Regno Unito | 2   | 1       | 2      | 5 |
| 5    | Italia      | 2   | 1       | 0      | 3 |
| 6    | Slovacchia  | 1   | 1       | 0      | 2 |
| 7    | Russia      | 1   | 0       | 1      | 2 |
| 8    | Serbia      | 1   | 0       | 0      | 1 |
| 9    | Romania     | 0   | 1       | 1      | 2 |
| 10   | Slovenia    | 0   | 1       | 0      | 1 |
| 10   | Svizzera    | 0   | 1       | 0      | 1 |
| 12   | Ungheria    | 0   | 0       | 3      | 3 |
| 13   | Polonia     | 0   | 0       | 1      | 1 |
| 13   | Portogallo  | 0   | 0       | 1      | 1 |

## Edizioni
| Ed. | Anno | Sede        | Nazione    |
| --- | ---- | ----------- | ---------- |
| I   | 2013 | Colonia     | Germania   |
| II  | 2014 | Colonia     | Germania   |
| III | 2015 | Colonia     | Germania   |
| IV  | 2016 | Châteauroux | Francia    |
| V   | 2017 | Bratislava  | Slovacchia |
| VI  | 2018 | Ibiza       | Spagna     |
| VII | 2019 | Târgu Mureș | Romania    |